# Иванченков, Дмитрий Сергеевич
Дмитрий Сергеевич Иванченков (10 августа 1987, СССР) — российский футболист, игрок в мини-футбол. Защитник клуба «Новая генерация».

## Биография
Иванченков является воспитанником «Норильского никеля». В течение нескольких сезонов он играл за вторую команду норильчан в Высшей лиге.
В 2009 году состав «Норильского никеля» существенно обновился, и в команде стали играть преимущественно воспитанники клуба. Среди прочих в первой команде дебютировал и Иванченков. Спустя некоторое время он стал заметной фигурой в составе норильчан.